# Mordellistenoda donan
Mordellistenoda donan là một loài bọ cánh cứng trong họ Mordellidae. Loài này được Tsuru miêu tả khoa học năm 2004.